# Puig-reig
Puig-reig (pron. local [purréʧ]) és un municipi de la comarca del Berguedà. El nom significa 'muntanya reial'; està situat en un promontori sobre el riu Llobregat que permet albirar-hi un bon tram del riu. El terme municipal s'estén a ambdós costats del riu, al sector meridional de la comarca. Compta amb dues fortaleses medievals, actualment força malmeses (el Castell de Puig-reig i el Castell de Merola), amb un important conjunt d'esglésies romàniques, amb dos exemples de pintures murals (Sant Martí i cal Pallot), i amb una interessant casa conventual gòtica (segle xiii–xiv) coneguda actualment com a Periques. De l'època moderna (segle xvi–xviii) destaquen les masies i també una àmplia mostra d'arquitectura industrial, en el context de les colònies tèxtils (fàbriques, habitatges per als treballadors, esglésies, torres dels propietaris, escoles, baixadors de tren, etc.).

## Entorn geogràfic
- Llista de topònims de Puig-reig (Orografia: muntanyes, serres, collades, indrets..; hidrografia: rius, fonts...; edificis: cases, masies, esglésies, etc).

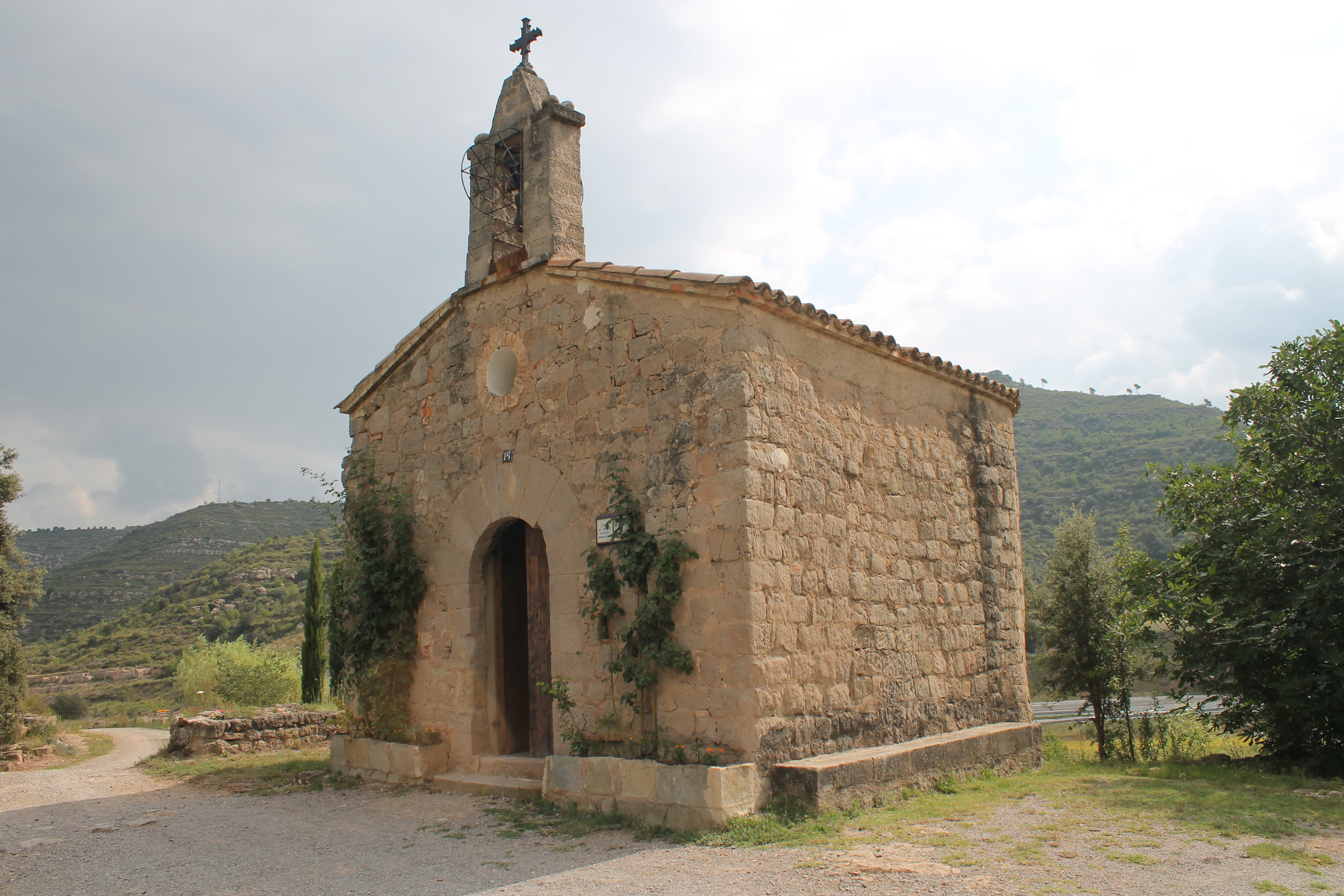
Ermita romànica de la Mare de Déu del Carme de Periques

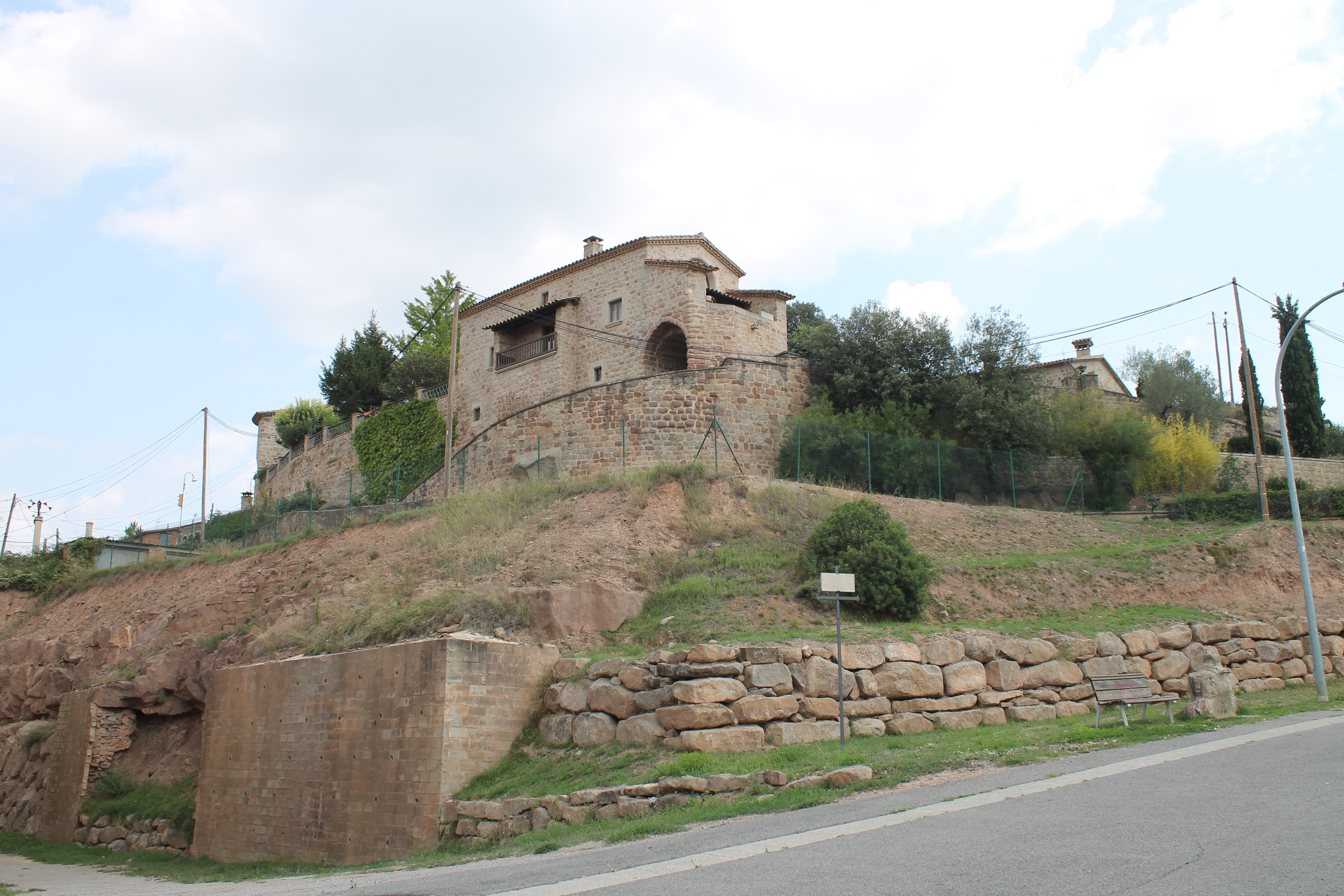
Castell de Puig-reig

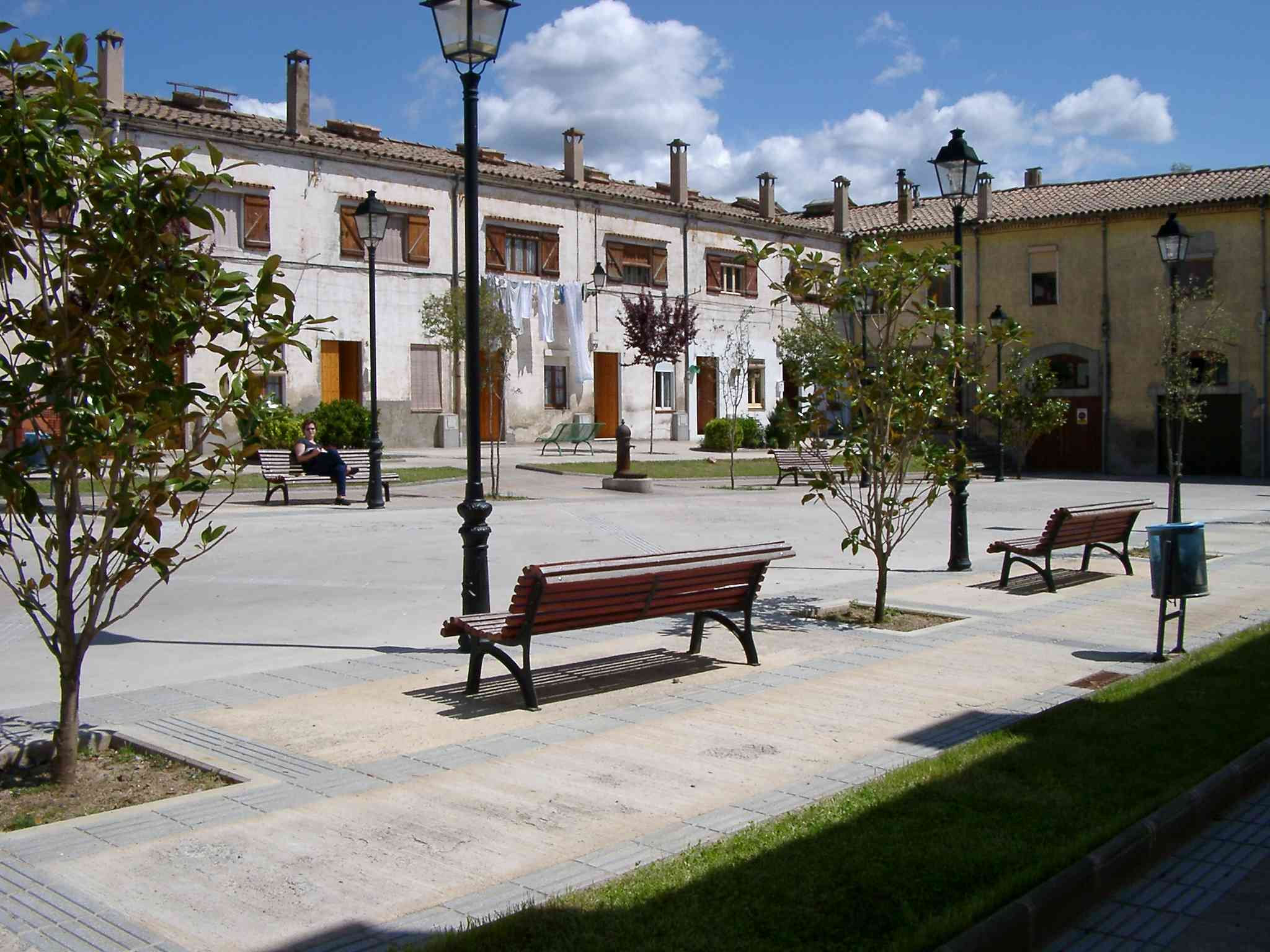
L'Ametlla de Merola, plaça del mercat

| Casserres         | Gironella i Olvan | Sagàs                 |
| Viver i Serrateix | Rosa dels vents   | Santa Maria de Merlès |
| Navàs, al Bages   | Navàs, al Bages   | Gaià, al Bages        |

| Entitat de població | Habitants (2024) |
| Puig-reig           | 3.885            |
| l'Ametlla de Merola | 183              |
| Cal Marçal          | 133              |
| Cal Pons            | 114              |
| Cal Riera           | 63               |
| Cal Vidal           | 53               |
| Viladomiu           | 51               |
| Font: Idescat       |                  |

## Història
Sabem, per les excavacions fetes als jaciments del Serrat de l'Oca i al Serrat dels Lladres que al terme municipal de Puig-reig hi havia hagut emplaçaments humans estables a la prehistòria, abans del segle viii aC, els quals coneixien l'agricultura, ja que utilitzaven sitges excavades a la roca per emmagatzemar el gra; posteriorment es produí un procés d'iberització (Serrat dels Lladres), amb importants restes constructives i ceràmiques a l'entorn del segle iv aC.
A l'Edat Mitjana, Puig-reig està documentat per primera vegada a l'acta de consagració de l'església de Sant Martí el 907. El castell de Puig-reig era domini de la família vescomtal del Berguedà. L'últim propietari d'aquesta nissaga, el trobador Guillem de Berguedà, el va deixar en testament a l'Orde del Temple el 1187, el qual va establir al terme de Puig-reig la comanda de Berguedà i Cerdanya. La Comanda de Puig-reig fou una comanda rural important i va caldre construir un nou edifici fortificat adient a la gran explotació agropecuària dels monjos-cavallers: fou l'edifici conegut avui amb el nom de mas Periques.
També van construir el pont sobre el Llobregat per connectar el nou edifici amb el castell, i aprofitant les restes arquitectòniques de l'antiga església romànica de Sant Julià (coneguda avui com a Mare de Déu del Carme de Periques) van construir la seva capella. Fou aleshores quan s'abandonà l'antic castell feudal que no s'adequava a les necessitats dels frares templers. El domini dels Templers perdurarà fins a l'extinció de l'orde el 1312. A partir de llavors, i gràcies a la mediació d'un altre il·lustre puig-regenc, l'arquebisbe Arnau Sescomes, conseller del rei Jaume II, que tingué un paper important en la defensa dels Templers arran del procés de dissolució de l'orde, les possessions dels Templers van passar en gran part a l'Orde de l'Hospital. En agraïment a la seva tasca, els Hospitalers li van cedir el terme casteller de Puig-reig, però a causa de la importància del lloc s'ho van repensar i van recuperar-ne la possessió.
La presència dels Hospitalers a Puig-reig es caracteritza per una llarga i progressiva crisi: les crisis demogràfiques i econòmiques del segle xiv provocaren un important desgavell al lloc; l'any 1585 el comanador declarava el castell recinte inhabitable. L'antiga vila medieval a redós del castell va desaparèixer, i el terme va esdevenir rural i de poblament dispers: fou durant els segles XVI al XVIII que es varen consolidar les grans masies d'origen medieval: el Lledó, la Serra de Cap de Costa, Trasserra, la Sala, les Comes, Farriols, el Soler de Jaumàs, la Cortada, l'Alsina, etc. i en varen sorgir de noves com Vilarrasa, Madrona, Trulls, Pellicer, etc.
A partir de la industrialització es crearen al municipi fins a set colònies tèxtils que van propiciar el creixement demogràfic i econòmic. En l'últim terç del segle xix, alguns industrials aprofitaren la instal·lació existent d'un molí fariner per construir una fàbrica, altres compraren terrenys i edificaren del no res, creant un nou nucli de població associat a la fàbrica. Aquest augment de població i d'activitat generà una demanda de serveis que va fer créixer el nucli de Puig-reig, construint al llarg de la carretera, donant com a resultat un poble allargassat.

## Patrimoni immaterial, festivitats i activitats culturals

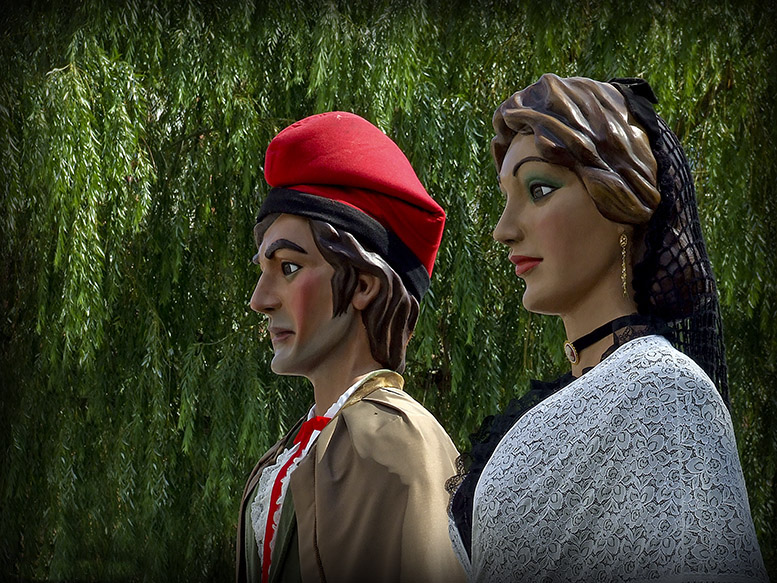
Gegants de Puig-reig

- La Corrida:  És potser la festa més destacada de Puig-reig, celebrada el cap de setmana posterior a Sant Antoni (17 de gener), té una llarga tradició de més de 125 anys. La festa gira entorn dels cavalls, rucs i carros; i dels productes derivats del porc, molt especialment els embotits. Cada any es designa l'abanderat, que porta l'estendard encapçalant la cercavila del diumenge al matí, en què es passeja una imatge de Sant Antoni. A la tarda, se celebra una multitudinària cursa de cavalls i rucs, de la qual pren el nom. Finalitza la festa el Joc de les cintes.[4]
- Festa Major: se celebra per la segona pasqua i té tots els elements típics d'una festa major: sardanes, correfocs, balls per a la gent gran i el jovent, concerts...
- Trobada d'acordionistes: se celebra el 15 d'Agost.
- Festival Internacional de Cant Coral Catalunya Centre (FICCCC): és un dels festivals més importants de la zona en el seu àmbit i ha portat corals d'arreu del món. Organitzat entre els pobles de Puig-reig i Castellbell i el Vilar, consta d'un concert individual de cada una de les corals participants i un concert final de clausura amb totes les corals amb les dues corals organitzadores, la Polifònica de Puig-reig i la Capella de música Burés.

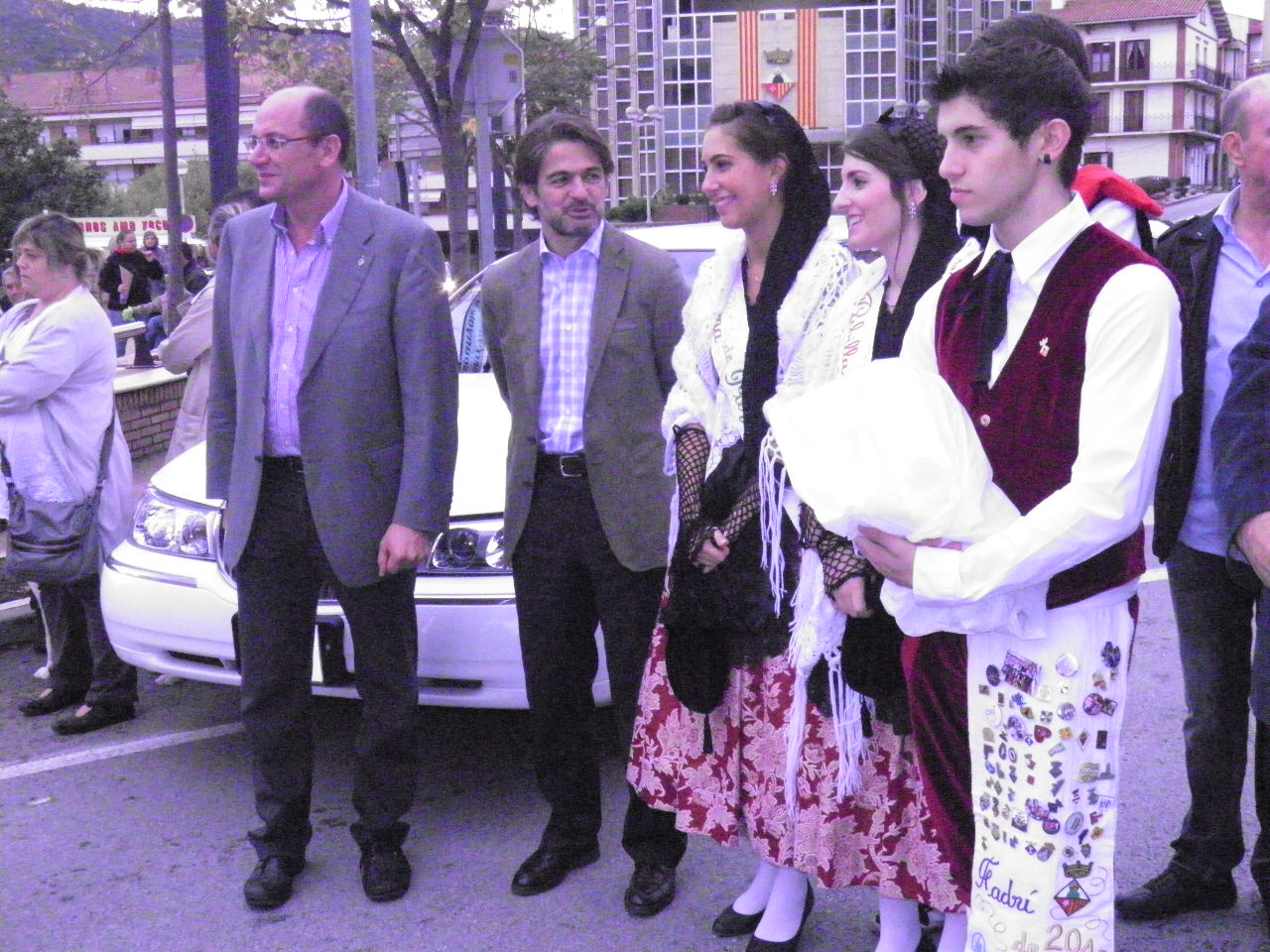
Pubilles i hereu amb Oriol Pujol

- Festa de Sant Martí: és la festa patronal del poble i se celebra per Sant Martí (11 de novembre) i el cap de setmana següent. Durant aquesta festa es fa l'elecció de la Pubilla, Dama, Hereu i Fadrí del poble. El diumenge la colla de geganters organitza una important trobada de gegants.
- Fòrum 10 Comunicació: són un seguit de jornades de reflexió al voltant de temes relacionats amb el món de la comunicació, que es realitzen cada any al mes de novembre, organitzades per l'emissora local Ràdio Puig-reig.[5]

### Goigs
A les parròquies del municipi de Puig-reig, hi ha els següents goigs marians:
- Goigs de la Verge de Montserrat de la Colónia Prat (1949), fets en honor del cinquantè aniversari de la fundació de l'església de la Mare de Déu de Montserrat de Cal Prat. Van ser editats per la impremta i llibrera Roca de Manresa i aprovats pel bisbe Valentí Comellas i Santamaria el 1930 (la primera edició). N'hi ha dues edicions, la primera de les quals inclou escrita la música. A les dues hi ha la mateixa fotografia amb la imatge de la Mare de Déu de Montserrat que es venera a l'església.[6]

## Patrimoni monumental i edificis d'interès

### Fortaleses medievals
El Castell de Puig-reig
Documentat des de l'any 907, fou ampliat considerablement en els s. XII i XIII en construir-se tres nivells de muralles, que incloïen el castell, l'església i una petita vila. Construït dalt d'un turó, domina tot el nucli urbà de Puig-reig. Del conjunt en resten fragments de muralles i part del casal casteller, que als s. XVI i XVII fou adaptat com a masia. L'any 1988 va ser restaurat pels seus actuals propietaris. S'arriba al castell des del nucli urbà de Puig-reig, pel carrer de les Abelles i pels carrers Verdaguer i Església.
El Castell de Merola
Fortalesa documentada des de l'any 983. Actualment només es conserva part de la torre d'homenatge del castell construït al segle xii (motiu pel qual es coneix també com a Torre de Merola). El castell, que va ser construït pels senyors de Merola, va passar a ser possessió reial a cavall dels segles xiii i xiv.

### Colònies industrials
Puig-reig experimentà un gran creixement demogràfic i econòmic a partir de l'últim terç del segle xix quan es van implantar al municipi diferents colònies tèxtils que aprofitaven l'energia motriu de l'aigua del Llobregat per a la fabricació de teixits. Les colònies, amb la seva peculiar organització i estructura, oferien treball, habitatge i sovint també tot allò que un obrer se suposava que podia necessitar en l'ordre espiritual i educatiu, i constitueixen un tret característic de la industrialització a Catalunya. De fet, Puig-reig és el poble que conté més colònies dins el seu terme municipal, fins al nombre de set, que són les següents, de sud a nord:
L'Ametlla de Merola
 Per dimensions i estructura urbana és la colònia per excel·lència de l'alt Llobregat. Fundada el 1876 pels Serra-Feliu. Destaca per les activitats culturals i festives que conserva, com els centenaris Pastorets. La Festa Major de l'Ametlla de Merola és inscrita al Catàleg del Patrimoni Festiu de Catalunya.
Cal Riera
 El nom li ve perquè es va construir a partir d'un molí fariner i serradora propietat de la casa gran de cal Riera, tot i que és coneguda també com a Colònia Manent, pel nom dels industrials -societat anònima Massana, Vilaseca, Manent i Llibre-. Documentada des de 1890.
Cal Vidal
 Es va posar en marxa el 1901, tot i que ja es treballava en la construcció de la resclosa cinc anys abans. El conjunt dels espais (industrial, residències dels obrers i serveis) constitueix un magnífic model de colònia, que es dona a conèixer a través del Museu de la Colònia Vidal (que forma part del Museu de Ciència i la Tècnica de Catalunya).
Cal Marçal
 Fundada el 1886 pels germans Torra de Manresa, fou adquirida pels Pons el 1915, que la van vendre als amos de Viladomiu Vell el 1929. A més de la fàbrica i els pisos de la colònia, prop del riu, cal Marçal destaca per la barriada que ha anat creixent a peu de carretera.
Cal Pons
 Fundada el 1875 per la família manresana dels Pons, és segurament una de les colònies més interessants des del punt de vista del patrimoni monumental, que inclou l'església neogòtica, les dues torres historicistes, el xalet del director, el convent i un gran bosc-jardí. El conjunt porta l'empremta de l'influent empresari i polític Lluís G. Pons i Enrich.
Cal Casas
 És la colònia més propera al nucli de Puig-reig i aviat quedà absorbida pel creixement del poble. També és la menys coneguda, ja que va ser una de les primeres que es van tancar, el 1968.
Cal Prat
 Es va començar a construir el 1871 pels Prat, originaris de Sallent, que van fundar una empresa familiar que durant més de cent anys ha format part de la història de Puig-reig.

### Masies
El terme municipal de Puig-reig és ric en masies, importants construccions documentades des de l'època medieval que van créixer i s'ampliaren al llarg dels segles moderns, especialment en els s. XVI i XVII. Els seus propietaris foren batlles dels templers i posteriorment dels hospitalers, senyors de Puig-reig. Del conjunt destaquen:
Periques
 La masia coneguda avui amb el nom de Periques és en realitat un convent-granja de finals del segle xiii o començaments del XIV construït pels monjos templers, senyors de Puig-reig. És un exemple excepcional, únic a la comarca i a tot Catalunya, de l'arquitectura conventual dels ordes militars. És una construcció tancada, de planta quadrada, amb dues ales edificades, l'una a tramuntana i l'altra a ponent. Les edificacions presenten uns excel·lents arcs diafragmàtics i un aparell regular, ben tallat i amb els senyals dels picapedrers. Per anar a Periques cal agafar la carretera de Puig-reig a Santa Maria de Merlès i prendre, just després de passar el pont que travessa el Llobregat, el camí que hi ha a mà dreta i que hi porta.
La Serra de Cap de Costa
 El mas apareix documentat el segle xiii quan el terme de Puig-reig passa a formar part de les possessions de l'Orde del Temple. L'any 1588 era possessor del mas Jacobus Serra de Cap de Costa agricola. A partir d'aquests moments, els hereus del mas es cognominaren Serra de Cap de Costa o de Capdecosta.
Subirana
 Al poble de Merola, és una masia que conserva velles parets medievals del s. XII i XIII, tot i que va ser ampliada al segle xvii.
El Soler de Jaumàs (o de Geumar)
 Al límit amb Viver i Serrateix, és una gran masia documentada des del s. XVII que conserva encara la torre medieval, amagada per les construccions del s. XVII que la van transformar en una gran masia de tres naus, amb el carener perpendicular a la façana i amb una elegant galeria d'arcs de mig punt a migdia. La masia té una capella particular, dedicada a sant Julià, que durant la guerra civil va perdre un interessant retaule barroc.
Farriols
 Documentada des del s. X, fou reconstruïda a finals del s. XVI. Esdevingué una masia clàssica, de tres naus, amb el carener perpendicular a la façana, orientada a migdia. Prop de la masia hi havia l'hostal de Ferriols, una important posada des del s. XVI.
La casa gran de cal Riera
 Ampliada al XVIII amb una galeria d'arcs de mig punt a la façana de llevant. Els seus propietaris foren batlles de Merola. L'any 1964 s'hi va trobar un conjunt de més de set-centes monedes d'or i de plata de finals del s. XVIII i començaments del XIX. Les monedes es conserven avui al Gabinet Numismàtic de Catalunya del MNAC amb el nom «Tresor de Puig-reig».
La Cortada
 A prop de l'antiga església preromànica de Sant Miquel de la Cortada, és una gran casa d'estructura clàssica del segle xvii. En aquest segle, l'església fou remodelada i adaptada com a capella de la masia.
El Puig de Fonollet
És una masia construida a finals del s. XVII i posteriorment reformada l'any 2011, atribuint-li un carácter vacacional. Va ser construida a la vora de l'antic cementiri de l'Església de Sant Sadorní de Fonollet.
Les Comes
 A la banda dreta del Llobregat i davant mateix del castell, és documentada des del s. XIII. Els seus propietaris originals, cognomenats Sescomes (antigament escrit Ces Comes), foren batlles dels templers i també dels hospitalers. Membres destacats d'aquesta família fou l'arquebisbe de Tarragona, Arnau Sescomes, que, segons la tradició, hi nasqué, i Romeu Sescomes, bisbe de Lleida i president de la Diputació del General. La masia conserva velles parets medievals sobre les quals fou alçada, en el s. XVII, la nova edificació, una masia d'estructura clàssica, amb el carener perpendicular a la façana.
Tresserra
 Documentada des del s. X, la masia actual és una construcció del s. XVII, edificada seguint els esquemes clàssics. Té capella pròpia (a ponent de la masia) dedicada a Sant Jaume.
Vilarrasa
Masia construïda en el s. XVII, seguint els esquemes clàssics. Consta de tres naus, és coberta doble vessant i té el carener perpendicular a la façana, orientada a migdia.
El Lledó
 Documentada al s. XIII, és una masia construïda de nova planta al s. XVII, amb uns impressionants matacans a les cantonades que li donen un caràcter fortificat. La façana de llevant és formada per una galeria d'arcs de mig punt. Té capella pròpia, dedicada a Santa Rita. És una petita construcció del s. XVIII integrada a la masia. Els membres de la família foren batlles de Puig-reig i també priors de l'església parroquial de Sant Martí.
Trulls
Localitzada a Fonollet, és una gran masia d'estructura clàssica construïda al segle xvii. Els seus propietaris foren batlles de Puig-reig al llarg del s. XVIII.

### Edificis religiosos
Sant Martí

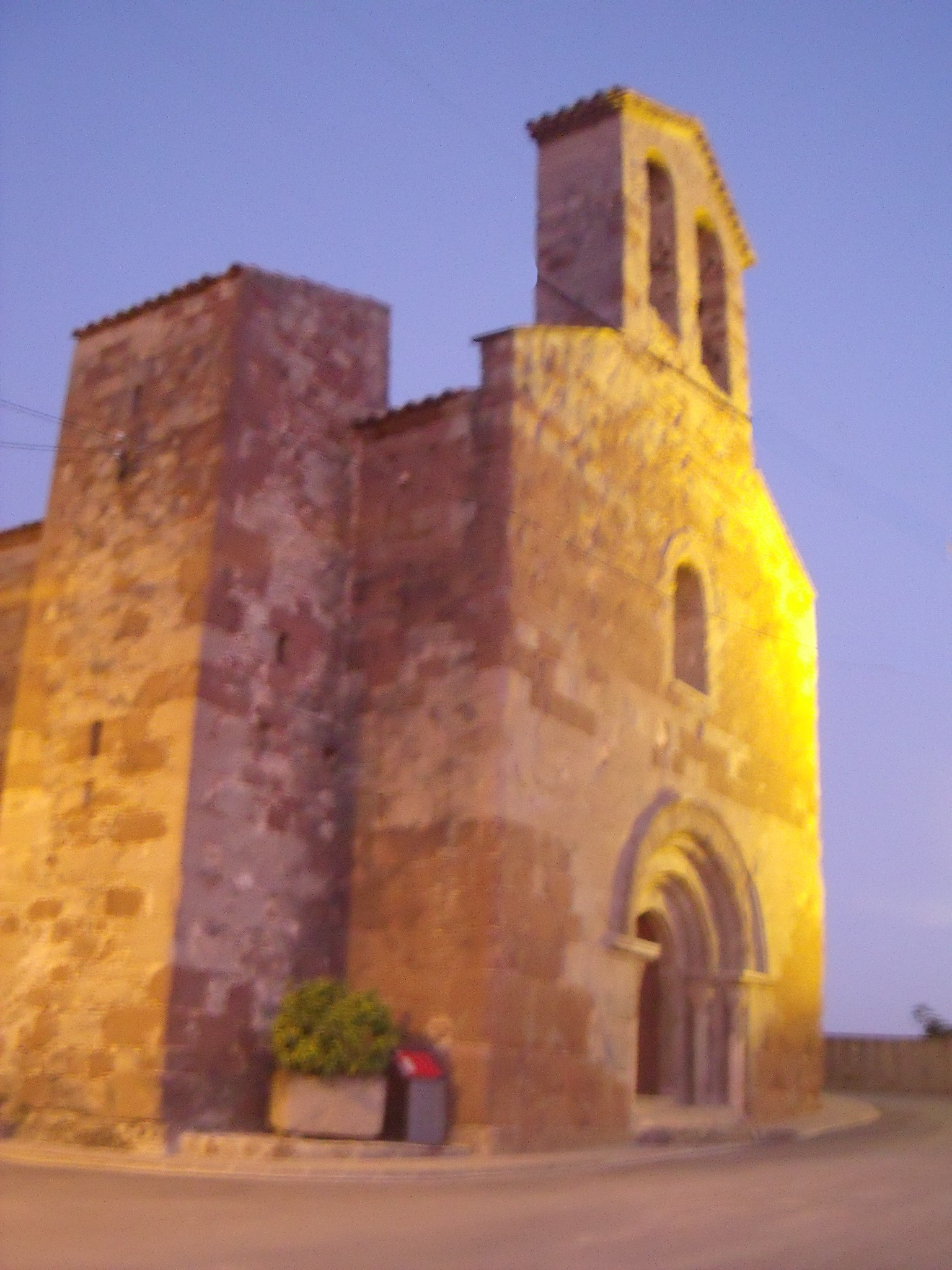
Església de Sant Martí

Al costat de l'església actual és propietat del Bisbat de Solsona. La primer església del castell, del 907, es va substituir per l'actual, un edifici romànic de mitjans del s. XII, a l'època en què els vescomtes del Berguedà i el trobador Guillem de Berguedà eren senyors de Puig-reig. A partir del segle xiii i fins al segle xiv fou l'església de l'orde militar del Temple. Conserva a l'interior un conjunt de pintures murals de mitjans del segle xiii dedicades a la Mare de Déu. La primera restauració de l'any 1932 fou iniciativa dels Amics de l'Art Vell.
Mare de Déu del Carme de Periques
L'Església de Periques és una església romànica, documentada al llarg del s. XI, seu d'una petita comunitat monàstica que va tenir una vida molt curta. L'església era un edifici de tres naus coronades amb tres absis que durant el s. XVIII fou remodelada i quedà reduïda a una petita capella d'una sola nau i absis. L'estiu de l'any 1989 es va fer una excavació que recuperà la planta inicial.
El Pont de Periques és un elegant pont gòtic de tres arcs de mig punt i sense pendents. Fou construït pels templers a finals del segle xiii o començaments del XIV per a poder travessar el Llobregat i comunicar-se fàcilment amb la gran casa conventual.
Sant Marçal

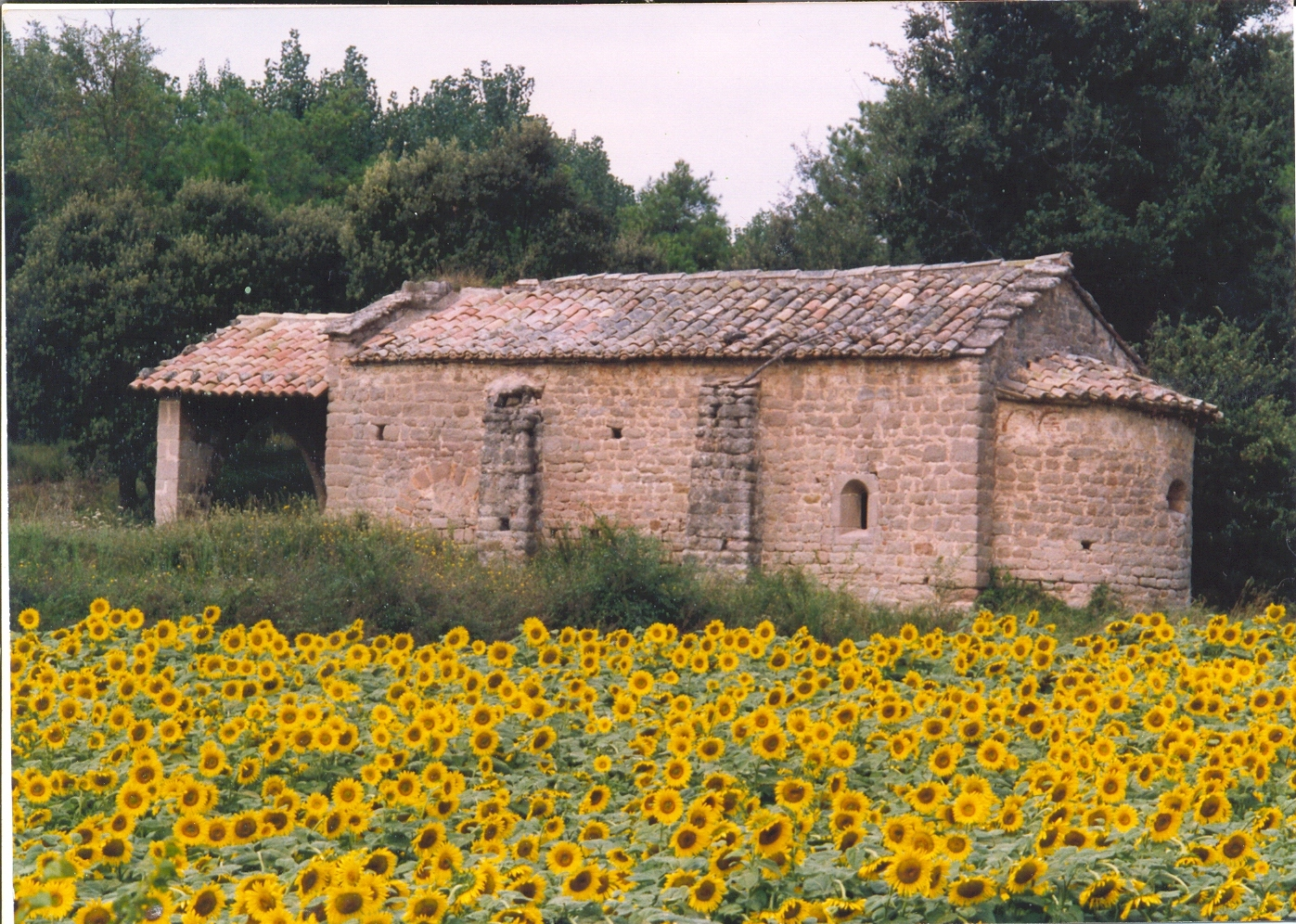
Església de Sant Marçal

D'una sola nau, coronada amb un absis semicircular a llevant. La porta original era al mur de migdia, però avui està tapiada. La porta actual és al mur de ponent i és d'arc de mig punt adovellat. És una església documentada des del s. XI. Per arribar-hi cal agafar la carretera de Puig-reig a Casserres. Poc abans del km. 11 ja s'albira l'església des de la mateixa carretera.
Sant Andreu de Cal Pallot
Església romànica del segle xii, d'una sola nau amb absis. Destaca per les pintures murals romàniques a l'absis i necròpolis de tombes antropomorfes excavades a la roca entorn de l'església. situada al costat de la casa de Cal Pallot i prop de la riera de Merlès, per arribar-hi cal agafar una carretera forestal a l'est a la sortida nord de Puig-reig de la C-16.
Sant Sadurní de Fonollet
Documentada des del s. IX, però l'església és una construcció del XII. Edifici d'una sola nau, amb l'absis semicircular a llevant, resta amagat per la masia veïna de cal Fusté. La porta, d'arc de mig punt, és al mur de ponent, com també el massís campanar d'espadanya. A l'interior de l'església s'hi conserva un fragment de retaule gòtic del s. XV que es va perdre durant la guerra civil; concretament és la taula central del retaule, que representa a sant Sadurní, bisbe i màrtir, patró de l'església. Devant hi ha un cementiri. Per anar a Fonollet cal agafar la carretera de Puig-reig a Casserres, i just a l'indret del Lledó, abans del km. 10, prendre el camí a mà esquerra i continuar uns 3 km fins a Fonollet.
Sant Joan Degollat
És una petita esglesiola d'una sola nau coberta amb volta apuntada, amb la porta al mur de migdia i sense absis. La construcció és molt senzilla i data del s. XIII. Per arribar-hi cal agafar la carretera de Manresa a Berga i, poc abans del km 64, passada la colònia Guixaró, prendre un trencall a mà esquerra que porta a la casa del Guixaró. A la casa guarden la clau de l'església, que és a uns 600 m.
Santa Maria de Merola
Del s. XI només se'n conserven restes de la nau i l'absis, ja que fou abandonada l'any 1609, quan amenaçava ruïna. Era parròquia del nucli de Merola i s'hi venerava una mare de Déu romànica que es va perdre durant la guerra civil. L'any 1609 fou consagrada la nova església, construïda a prop de la torre de Merola, un edifici renaixentista d'una sola nau amb capelles laterals que va mantenir el seu culte fins als anys seixanta del s. XX.
Església de Sant Josep de la colònia Pons
Església d'estil neogòtic, de l'arquitecte Josep Torres i Argullol, inaugurada el 1887, d'un gran valor monumental. Actualment alberga el Centre d'interpretació de l'Església de cal Pons, una museïtzació que vol explicar als visitants la importància de l'església en el món de les colònies industrials. Per la seva majestuositat, la premsa de l'època la va qualificar com la catedral de l'Alt Llobregat.

## Entitats

### Culturals
- Associació Cultural Esplai: Entitat que porta a terme la representació dels Pastorets de l'Ametlla de Merola.
- Polifònica de Puig-reig: Cor fundat el 1968 que interpreta un repertori d'estils musicals variats (clàssic, modern, tradicional) i que ha editat nombrosos enregistraments. Reconegut com a excel·lent intèrpret de sardanes corals.
- Carrilet Teatre: Grup de teatre amateur.
- Associació Cultural Ànim2: Associació per a la divulgació i promoció del benestar, cultura i art. Té sala d'exposicions i ofereix tallers i cursos.
- Pensaments i Paraules: Associació literària que publica anualment, per sant Martí (11 de novembre), un recull de poemes d'autors locals.
- Associació Cultural Templers de Puig-reig: Associació creada amb la finalitat de difondre i posar en valor el passat medieval del municipi, encarregada de l'organització de la festa del solstici d'estiu.

### Cultura Popular
- Diables del Clot de l'Infern: Grup de diables, acompanyats habitualment pel grup de percussió.
- Geganters de Puig-reig: Fundat el 1981, els gegants s'anomenen Martí i Carme. Incorporen un grup de grallers.
- Gegants de l'Ametlla de Merola
- Comissió de la Festa de la Corrida

### Educatives
- Llar d'infants L'Estel: de titularitat municipal
- Escola Sant Martí: Escola concertada d'una línia
- Escola Alfred Mata: escola de titularitat pública, d'una línia.
- Institut de Puig-reig: Públic, de dues línies
- Escola Municipal de Música de Puig-reig: Fundada el 1992, ofereix estudis de llenguatge musical, cant, piano, violí, violoncel, contrabaix, flauta, clarinet, saxo, trompeta, percussió, entre altres

### Lleure
- CQuiE Centre Quitxalla Excursionista: Grup d'esplai, amb seccions de fotografia, esquí i excursionisme
- Grup Joves Ametlla de Merola

### Esportives
- CE Puig-reig: Club Esportiu Puig-reig, de futbol. Fundat el 1916, amb equips de futbol base des de pre-benjamí fins a juvenil, equips femenins, i primers equips A i B que juguen a 3a Catalana i 4a Catalana, respectivament.
- CB Puig-reig: Club Bàsquet Puig-reig, amb escola de bàsquet i equips masculins i femenins de les categories premini, mini, cadet, júnior i sots 21.

### Assistencials
- Residència Sant Josep: Casal d'Assistència Benèfica
- Residència Mont Martí: Residència Tercera edat i persones amb discapacitat

### Mitjans de comunicació
- Ràdio Puig-reig: emissora municipal (107.3 FM).
- TV Puig-reig: emet només a través per cable; la programació es basa en reportatges d'actes i festes populars del poble.

## Personatges cèlebres
- Guillem de Berguedà, trobador del segle xii.
- Arnau Sescomes, arquebisbe del segle xiv que va intervenir en diversos afers polítics de gran rellevància a la cort dels reis d'Aragó.
- Pere Guilanyà i Roure, poeta nascut a Olesa de Montserrat però que va passar la infantesa i joventut a Puig-reig, on té un carrer dedicat.
- Faustí Llaveries Viladomiu (1898-1982), metge rural i benefactor.
- Àngel Serra i Casals (1903-1982), de Cal Peu Pla, alcalde de Puig-reig durant la II República, combatent al Front d'Aragó que va estar als camps de concentració del sud de França després de la retirada.
- Mateu Cardona i Estrada (1918-2011), músic, director de la Societat Coral La Unió, pertanyent a la Federació de Cors d'en Clavé.
- Ramon Noguera i Subirà (1937-2016), músic, director de cor, compositor de sardanes, professor de música i director de la Polifònica de Puig-reig.
- Àngel Badia i Camps (1929-2019), pintor, il·lustrador i dibuixant de còmic.
- Sílvia Alcàntara (1944), escriptora.
- Josep Pons i Viladomat (1957), director d'orquestra.
- Sergi Cuenca (1976), músic, director musical de teatre musical.
- Alba Camps i Roca (1989), política, delegada del Govern de la Generalitat a la Catalunya Central.
- Enric Vallès Prat (1990), futbolista, format a la Masia del FC Barcelona, actualment al CE Manresa.
- Oriol Rosell (1992), futbolista, actualment a l'Orlando City SC cedit per l'Sporting de Lisboa.
- David Parcerisa Puig (1974), youtuber, ufòleg, parapsicòleg, astròleg i teòric de la conspiració.[12][13]

## Dades municipals

### Demografia
| 1497 f | 1515 f | 1553 f | 1717 | 1787 | 1857 | 1877 | 1887  | 1900  | 1910  |
| ------ | ------ | ------ | ---- | ---- | ---- | ---- | ----- | ----- | ----- |
| 13     | 12     | 14     | 158  | 825  | 786  | 876  | 1.836 | 3.709 | 4.841 |

| 1920  | 1930  | 1940  | 1950  | 1960  | 1970  | 1981  | 1990  | 1992  | 1994  |
| ----- | ----- | ----- | ----- | ----- | ----- | ----- | ----- | ----- | ----- |
| 4.565 | 5.518 | 5.130 | 5.745 | 6.279 | 5.748 | 5.359 | 5.006 | 4.740 | 4.707 |

| 1996  | 1998  | 2000  | 2002  | 2004  | 2006  | 2008  | 2010  | 2012  | 2014  |
| ----- | ----- | ----- | ----- | ----- | ----- | ----- | ----- | ----- | ----- |
| 4.578 | 4.436 | 4.319 | 4.269 | 4.171 | 4.202 | 4.326 | 4.333 | 4.301 | 4.207 |

### Política i administració

#### Alcaldes del període democràtic
| Període     | Alcalde o alcaldessa                                        | Partit polític           | Data de possessió | Observacions |
| ----------- | ----------------------------------------------------------- | ------------------------ | ----------------- | ------------ |
| 1979–1983   | Ramon Coma Caselles                                         | CIU                      | 19/04/1979        | --           |
| 1983–1987   | Faustí Clement Serra                                        | CIU                      | 28/05/1983        | --           |
| 1987–1991   | Faustí Clement Serra                                        | CIU                      | 30/06/1987        | --           |
| 1991–1995   | Ramon Coma Caselles                                         | CIU                      | 15/06/1991        | --           |
| 1995–1999   | Josep M. Boatella i Ribera                                  | ERC                      | 17/06/1995        | --           |
| 1999–2003   | Josep M. Boatella i Ribera                                  | ERC                      | 03/07/1999        | --           |
| 2003–2007   | Josep Maria Boatella i Ribera / Saturnino Domínguez Vinagre | ERC / PSC / Independents | 14/06/2003        | --           |
| 2007–2011   | Saturnino Domínguez Vinagre / Antoni Clement Guitart        | Independents / CIU       | 16/06/2007        | --           |
| 2011–2015   | Antoni Clement Guitart                                      | CIU                      | 11/06/2011        | --           |
| 2015–2019   | Josep Maria Altarriba Roca                                  | ERC                      | 13/06/2015        | --           |
| 2019-2023   | Josep Maria Altarriba Roca                                  | JuntsxPuig-reig-ERC-AM   | 15/06/2019        | --           |
| Des de 2023 | Eva Serra Casellas                                          | Avancem Junts            | 17/06/2023        | --           |

| Candidatura | Candidatura                | Cap de llista         | Vots    | Regidors | % vots |
| ----------- | -------------------------- | --------------------- | ------- | -------- | ------ |
|             | Junts per Puig-reig-ERC-AM | Josep Maria Altarriba | 957     | 6        | 45,57% |
|             | CiU                        | Antoni Clement        | 735     | 4        | 35,00% |
|             | Ara Puig-reig              | Ramon Ros             | 253     | 1        | 12,05% |
|             | PSC-CP                     | Josefina Serrano      | 75      | 0        | 3,57%  |
|             | Vot en blanc               |                       | 80      |          | 3,81%  |
|             | Vot nul                    |                       | 43      |          | 2,01%  |
|             | Abstenció                  |                       | 1.268   |          | 37,17% |
|             | Participació               |                       | 2.143   |          | 62,83% |
| Total       | Total                      | votants               | votants |          | 11     |

| Partit | Partit                       | Nom dels regidors |
| ------ | ---------------------------- | --- |
|        | Junts per Puig-reig - ERC-AM | Josep Maria Altarriba Roca (alcalde), Josep Campos López¹, Alba Santamaria Puig, Antoni Pérez Martos, Jesús Subirats Soler, Alba Camps Roca |
|        | Convergència i Unió (CiU)    | Antoni Clement Guitart, Maria Carme Rosell Noguera, Eudald Serra Giménez, Eva Serra Casellas                                                |
|        | Ara Puig-reig                | Ramon Ros Codina |

1. En substitució de Mireia Canal Cabanas
| Candidatura | Candidatura                                                       | Vots | %Vots | Regidors |
| ----------- | ----------------------------------------------------------------- | ---- | ----- | -------- |
|             | Convergència i Unió (CiU)                                         | 961  | 45,61 | 6        |
|             | Independents de Puig-reig - Entesa de Progrés Municipal (IP-EPM)  | 515  | 24,44 | 3        |
|             | Independents - Acord Municipal (ERC-AM)                           | 293  | 13,91 | 1        |
|             | Partit dels Socialistes de Catalunya - Progrés Municipal (PSC-PM) | 159  | 7,55  | 1        |
|             | Partit Popular (PP)                                               | 33   | 1,57  | -        |
|             | vot en blanc                                                      | 146  | 6,93  | -        |
|             | vot nul                                                           | 55   | 2,54  | -        |

| Partit | Partit | Nom dels regidors |
| ------ | ------ | --- |
|        | CiU    | Antoni Clement i Guitart (Alcalde), Maria Carme Rossell Noguera, Dídac Flores Flores, Robert Molas Cardona¹, Elisabet Serra Castañe, Ramon Ros Codina |
|        | IP-EPM | Pere Xavier del Río Olivera², Pere Picado Rodríguez, Mercè Garcia Lizana                                                                              |
|        | ERC-AM | Antoni Pérez Martos (cap de llista) |
|        | PSC-PM | Josefina Serrano Alsina3 |

1. En substitució d'Isabel Corominas Santaulària.
2. En substitució de Saturnino Domínguez Vinagre (cap de llista).
3. En substitució de Laura Parramona Ariño (cap de llista).

#### Consulta del 9N 2014
Resultats del Procés de Participació Ciutadana sobre el Futur Polític de Catalunya (9-novembre-2014)
| Opció      | Vots emesos | Percentatge |
| ---------- | ----------- | ----------- |
| Total      | 2.137       | ?¹          |
| Sí + sí    | 1.933       | 90,45%      |
| Sí + no    | 71          | 3,32%       |
| Sí + blanc | 24          | 1,12%       |
| No         | 30          | 1,40%       |
| En blanc   | 11          | 0,51%       |
| Altres     | 68          | 3,18%       |

1) Com que es tracta d'un procés participatiu sense un cens previ, es desconeix amb exactitud el percentatge de participació sobre cens total.